# Xã Madison, Quận Columbiana, Ohio
Xã Madison (tiếng Anh: Madison Township) là một xã thuộc quận Columbiana, tiểu bang Ohio, Hoa Kỳ. Năm 2010, dân số của xã này là 3.196 người.